# Ralph Graf von Oriola
Ralf Graf von Oriola (Jelenia Góra, 9 agosto 1895 – Friburgo in Brisgovia, 28 aprile 1970) è stato un generale tedesco della Wehrmacht durante la seconda guerra mondiale.

## Biografia
Ralph Graf von Oriola nacque a Hirschberg il 9 agosto 1895, partecipò alla prima guerra mondiale e fu premiato con entrambe le croci di ferro. Dopo la sua creazione servì il Reichswehr e quando scoppiò la seconda guerra mondiale, comandò prima l'Artillerie-Regiment 252, con il quale prese parte all'invasione dell'Unione Sovietica. Alla fine del 1941 assunse il comando dell'Artillerie-Regiment 18 con il grado di Oberst e fu promosso a Generalleutnant il 1º novembre 1943. Durante la guerra assunse il comando della 72. Infanterie-Division e nel dicembre 1943 della 299. Infanterie-Division. Il suo ultimo incarico prima della fine della guerra fu quello di comandante dell'XIII. Armeekorps.

## Onorificenze
Onorificenze tedesche